# Konformationsänderung
Die Konformationsänderung bezeichnet ein zentrales Konzept in der Molekularbiologie, nach dem Proteine in der Lage sind, ihre räumliche Struktur zu ändern als Teil ihrer Funktion (zum Beispiel Motorproteine) oder um eine neue Funktion auszuüben. Die Formänderung wird als Änderung der Tertiärstruktur eines Proteins beschrieben. Da oft nur ein kleiner Teil eines Enzyms (‚aktive Tasche‘ oder ‚aktives Zentrum‘) eine bestimmte Funktion ausübt, genügt eine kleine Änderung in der dreidimensionalen Struktur, um eine große Änderung in der Aktivität eines Enzyms zu bewirken.
Eine Konformationsänderung kann auf verschiedenen Wegen erreicht werden, zum Beispiel durch eine Änderung des pH-Werts, der Salzionen, durch eine Temperaturänderung, durch Chaperone, durch Prionen, in biologischen Systemen aber überwiegend durch die Bindung eines Liganden.
Für viele Proteine, beispielsweise Enzyme, Antikörper und Gerinnungsproteine, ist eine interaktive Konformationsänderung für ihre Funktionsfähigkeit erforderlich.